# Teatro canzone
Il teatro canzone è una forma d'arte musicale e teatrale lanciata da Sandro Luporini e Giorgio Gaber ad inizio anni settanta.

## Descrizione
Il signor G, l'opera con cui questo genere artistico andò in scena la prima volta, fuse la musica al teatro: nel "teatro canzone" il testo, la musica (alcune canzoni sono veri e propri macro-testi), i monologhi, la luce, contribuiscono ad allargare la tensione emotiva strutturandosi, grazie alla loro combinazione, in una rappresentazione che lega la canzone d'autore all'approccio dialogico con lo spettatore affrontando tematiche di forte impatto sociale e culturale.
Giorgio Gaber si espresse in questo genere unendo a testi divenuti classici del suo repertorio una coinvolgente presenza scenica scandita da monologhi apparentemente leggeri ma dal contenuto profondo.

## La proposta di legge
Il parlamentare Carlo Carli, in commissione cultura alla Camera dei Deputati, nella seduta del 23 settembre 2003, intervenne per esporre la propria proposta di legge volta al riconoscimento e alla tutela da parte dello stato, del genere espressivo "teatro canzone" come bene culturale. Nella proposta di legge si prevedeva l'istituzione della "Fondazione Giorgio Gaber" e che la stessa organizzasse, con cadenza annuale, il Festival teatro canzone Giorgio Gaber. In quella sede parlamentare Carli, tra l'altro, illustrò la definizione di teatro canzone come "un genere espressivo legato alla teatralità, alla parola e alla musica e che la sua struttura è costituita da un'alternanza di canzoni e monologhi o, più precisamente, di parti cantate e recitate". Sempre in quella seduta Carli sottolineò come Giorgio Gaber sia stato l'originale interprete del teatro canzone su testi scritti con Sandro Luporini.